# Послы Германии в Беларуси
В статье представлен список чрезвычайных и полномочных послов Федеральной Республики Германии в Республике Беларусь.
| Посол | Посол            | Посол | Начало полномочий | Конец полномочий |
| ----- | ---------------- | ----- | ----------------- | ---------------- |
| 1     | Райнхарт Краус   |       | 13 апреля 1992    |                  |
| 2     | Готфрид Альбрехт |       | 1992 год          | 1997             |
| 3     | Хорст Винкельман |       | 1998              | 2001             |
| 4     | Мартин Хеккер    |       | июль 2004         | июль 2007        |
| 5     | Гебхардт Вайс    |       | 2007              | 2010             |
| 6     | Кристоф Вайль    |       | 2010              | 2012             |
| 7     | Вольфрам Маас    |       | 2012              | 2015             |
| 8     | Петер Деттмар    |       | Сентябрь 2015     | Май 2019         |
| 9     | Манфред Хутерер  |       | Июль 2019         | Июль 2023        |